# Дуглас-Хьюм, Чарльз, 12-й граф Хьюм
Чарльз Александр Дуглас-Хьюм, 12-й граф Хьюм (англ. Charles Alexander Douglas-Home, 12th Earl of Home; 11 апреля 1834 — 30 апреля 1918) — британский дворянин и политик. Он носил титул учтивости — лорд Дангласс с 1841 по 1881 год. Дед британского премьер-министра сэра Алека Дугласа-Хьюма.

## Биография
Родился 11 апреля 1834 года в Хирселе около Колдстрима. Старший сын Коспатрика Дугласа-Хьюма, 11-го графа Хьюма (1799—1881), и достопочтенной Люси Элизабет Монтегю-Скотт (1805—1877), дочери Генри, 2-го барона Монтегю из Боутона, и его жены, достопочтенной Джейн Дуглас (дочери Арчибальда, 1-го барона Дугласа). Он получил образование в Итонском колледже и в Тринити-колледже в Кембридже.
В 1877 году он унаследовал обширные поместья Дуглас и Ангус от своей матери. Они включали замок Дуглас, замок Ботвелл и земли общей площадью около 104 000 акров, в основном в Ланаркшире, Роксбургшире и Берикшире. В 1877 году его имя было официально изменено на Чарльз Александр Дуглас-Хьюм по королевскому разрешению.
4 июля 1881 года после смерти своего отца Чарльз Дуглас-Хьюм унаследовал титулы (12-й граф Хьюм, 12-й лорд Дангласс и 17-й лорд Хьюм) и поместье Хирсел в Берикшире.
Лорд-лейтенант Берикшира (1879—1890), адъютант королевы Виктории (1887—1897), лорд-лейтенант Ланаркшира (1890—1915), капитан Королевской роты лучников. Он получил звание почетного полковника на службе в 3-м и 4-м батальонах шотландских стрелках и йоменов Ланаркшира. В 1899 году он был посвящен в кавалеры Ордена Чертополоха. Он был награжден Территориальным знаком отличия.
Лорд Хьюм скончался 30 апреля 1918 года в возрасте 84 лет в Хирселе, Колдстрим, Берикшир, Шотландия.

## Семья
18 августа 1870 года лорд Хьюм женился на Мэри Грей (23 февраля 1849 — 25 мая 1919), дочери капитана Чарльза Конрада Грея и Каролины Несбит Макан (внучатой племяннице Чарльза, 2-го графа Грея). У супругов было пятеро детей:
- Чарльз Коспатрик Арчибальд Дуглас-Хьюм, 13-й граф Хьюм (29 декабря 1873 — 11 июля 1951), единственный сын и преемник отца.
- Леди Мэри Элизабет Маргарет Дуглас-Хьюм (29 декабря 1873 — 11 июля 1951), в 1895 году она вышла замуж за Ричарда Мида, лорда Гиллфорда (1868—1905), старшего сына 4-го графа Клануильяма.
- Леди Изобель Шарлотта Дуглас-Хьюм (? — 8 января 1934), не замужем.
- Леди Беатрикс Дуглас-Хьюм (? — 6 ноября 1940), в 1899 году она вышла замуж за сэра Генри Дандаса, 3-го баронета из Арнистона (1866—1930).
- Леди Маргарет Джейн Дуглас-Хьюм (? — 9 сентября 1955), в 1908 году она вышла замуж за Реджинальда Уолша, 5-го барона Орматуэйта (1868—1944).

## Лабрадоры-ретриверы
В 1880-х годах лорд Хьюм вместе со своим кузеном 6-м герцогом Баклю и 3-м графом Малмсбери сотрудничали, чтобы разработать и создать современную породу лабрадоров-ретриверов, скрещивая линии, первоначально импортированные их семьями из Ньюфаундленда в 1830-х годах. Полученное потомство считается предками современных лабрадоров.